# Delias fojaensis
Delias fojaensis is een vlindersoort uit de familie van de Pieridae (witjes), onderfamilie Pierinae.
Delias fojaensis werd in 2006 beschreven door van Mastrigt.